# Hyde Park Corner
Hyde Park Corner és una plaça important de Londres. Està situada a la Ciutat de Westminster. La plaça es troba al sud-est de Hyde Park, del que en treu el seu nom. És una important cruïlla de carretera, on convergeixen els carrers de Park Lane, Knightsbridge, Piccadilly, Grosvenor Place i Constitution Hill.
Al centre de la cruïlla s'hi troba un gran espai verd, enmig del qual hi ha el Wellington Arch.